# 안철현

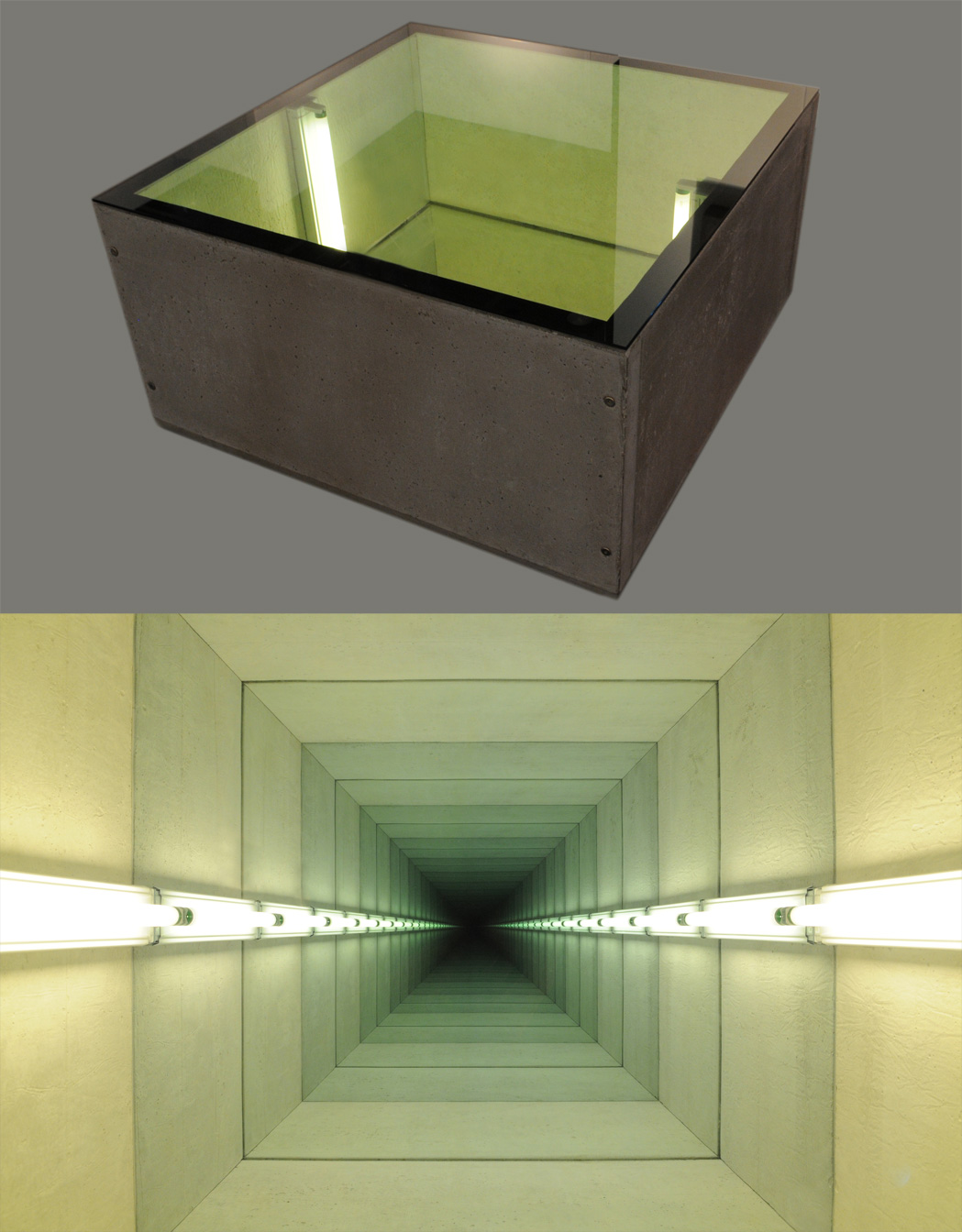
안철현, 터널 IV, 2011 (두 가지 뷰), 콘크리트 주조, 조명, 거울, 3개 한정판, 20x40x40 인치.

안철현은 주로 빛으로 작업하는 한국의 예술가이다.

## 설명

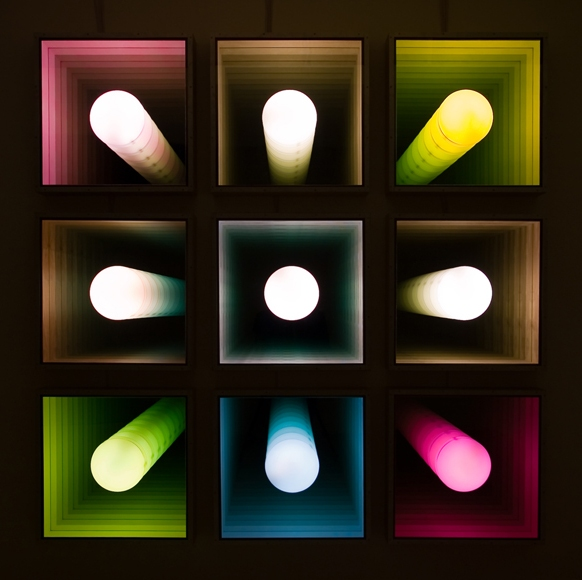
안철현, "시각적 에코 실험", 2005, 9개 조각, 104 x 104 x 5.5 인치.

안철현은 올라퍼 엘리아슨, 이반 나바로, 스펜서 핀치, 리오 빌라레알 등 젊은 라이트 아트가 그룹에 속해 있다. 안철현은 선의 무한과 공(Void) 개념에 대한 명상을 창조하며, 이는 빛으로 작업하는 다른 예술가들의 작품과 안의 작품을 구별 짓는다. "Forked Series"와 "Tunnel Series"를 포함한 안의 여러 진행 중인 조각 시리즈는 공간과 광학의 한계를 체계적으로 탐구한다.
아트뉴스의 기고 편집자이자 뉴욕 타임스, 아트 인 아메리카, 아트 + 옥션에도 정기적으로 글을 쓰는 힐라리 M. 시트(Hilarie M. Sheets)는 그의 작품에 대해 "스릴 넘치면서도 불길하며, 다른 세계로 가는 토끼굴처럼 보인다. 물속, 우주, 사후세계, 혹은 미지의 세계로의 여정, 작가 자신이 낯선 나라와 언어로 향했던 도약과 같은 종류의 신뢰 도약"이라고 말했다. 라이트 아트의 부활에 있어 기둥과 같은 "안철현은 무한 공간에 대한 자신의 탐구의 물리적 표현으로서 빛, 색, 환영을 활용하는 조각을 창조한다."
안철현은 메릴랜드주 볼티모어에서 거주하며 작업하고 있으며, 그곳에서 C. 그리말디스 갤러리에 의해 대표된다.

## 생애
안철현은 대한민국 부산에서 태어났다. 추계예술대학교에서 미술학사 학위를 받았다. 1997년에 미국으로 이주하여 2002년 메릴랜드 칼리지 오브 아트 마운트 로열 스쿨에서 미술학 석사 학위를 받았다.
그리말디스 씨는 2002년 메릴랜드 칼리지 오브 아트에서 열린 안의 MFA 졸업 전시회에서 안의 작품을 처음 보았다. 곧이어 그는 2003년 겨울 C. 그리말디스 갤러리에서 "무한 - 공(Infinity - Emptiness)"이라는 제목의 개인전을 통해 6개의 빛 조각을 선보였다. 2003년 이후 안철현은 국내외에서 활발하게 전시했으며, 그의 작품은 수많은 중요한 개인 및 공공 컬렉션에 소장되어 있다.
안의 2008년 C. 그리말디스 갤러리 개인전 "현상: 시각적 에코"에 대한 평론에서 미술 평론가 카라 오버(Cara Ober)는 다음과 같이 썼다: "무한은 어떤 모습일까? 안철현의 13개 거울 조명 박스(모두 2008년작) 전시는 미묘하게 다른 방식으로 이 질문에 반복해서 답했다. 노출된 전기 코드를 가진 합판과 형광등 구조물은 도널드 저드와 댄 플라빈을 피할 수 없이 떠올리게 하지만, 안철현은 이러한 산업 자재를 다른 목적으로 사용한다. 장식 없이 시각적 현상을 명확히 하는 대신, 안철현은 신비화하려고 한다."

## 주요 전시
2011년
- C. 그리말디스 갤러리, 메릴랜드주 볼티모어, Illuminated Void (개인전)
- 파리-베이징 갤러리, 프랑스 파리, Visual Echo (개인전)
- 쿤스트라움: 모르겐슈트라세, 독일 카를스루에, Touching The Void
- 델라웨어 미술관, 델라웨어주 윌밍턴, Perception/Deception: Illusion In Contemporary Art[8]

2010년
- 남동부 현대 미술 센터, 노스캐롤라이나주 윈스턴세일럼, Look Again, 큐레이터: 스티븐 마티치오

2009년
- C. 그리말디스 갤러리, 메릴랜드주 볼티모어, A Sculpture Show

2008년
- 사무엘 P. 한 미술관, 플로리다 대학교, 플로리다주 게인스빌, Momentum: Contemporary Art From The Harn Collection
- C. 그리말디스 갤러리, 메릴랜드주 볼티모어, Phenomena: Visual Echo (개인전)

2007년
- C. 그리말디스 갤러리, 메릴랜드주 볼티모어, New Work (개인전)
- 데커 갤러리, 메릴랜드 칼리지 오브 아트, 메릴랜드주 볼티모어, Jane & Walter Sondheim Semi-Finalist Exhibition

2006년
- CPS 갤러리, 뉴욕주 뉴욕
- 스쿨 33, 메릴랜드주 볼티모어, Biennial Exhibition

2005년
- C. 그리말디스 갤러리, 메릴랜드주 볼티모어, Visual Echoes (개인전)
- 코너 컨템포러리, 워싱턴 D.C., New Work (개인전)
- 더 쇼어 인스티튜트 오브 더 컨템포러리 아츠, 뉴저지주 롱 브랜치, Luminous Recurrence

2004년
- C. 그리말디스 갤러리, 메릴랜드주 볼티모어, Infinite Directions (개인전)

2003년
- C. 그리말디스 갤러리, 메릴랜드주 볼티모어, Infinity - Emptiness (개인전)

2002년
- 코너 컨템포러리, 워싱턴 D.C., Academy 2002
- CAA 컨퍼런스, 펜실베이니아주 필라델피아, Six Degrees In Cold Storage

2001년
- 갤러리 4, 메릴랜드주 볼티모어, Multiplicity

1999년
- 크리올 갤러리, 미시간주 랜싱

1996년
- 경인 미술관, 서울, 대한민국, 신진작가 발굴전
- 서울 시립 미술관, 서울, 대한민국, 중앙 비엔날레
- 국립현대미술관, 서울, 대한민국, 제15회 대한민국 미술대전[9]

## 주요 소장처
- 미국 신장학회, 워싱턴 D.C.
- 볼티모어 홍보 및 예술 사무국, 메릴랜드주 볼티모어
- 보루산 컨템포러리, 터키 이스탄불
- 델라웨어 미술관, 델라웨어주 윌밍턴
- 허스트 재단 컬렉션, 뉴욕주 뉴욕
- 웨어하우스의 마굴리스 컬렉션, 플로리다주 마이애미
- 마빈과 일라인 모르데스 컬렉션, 플로리다주 웨스트팜비치
- 맥도날드 코퍼레이션, 워싱턴 D.C.
- 조던 D. 슈니처 가족 재단, 오리건주 포틀랜드
- 팜스프링스 미술관, 캘리포니아주 팜스프링스
- 사무엘 P. 한 미술관, 플로리다 대학교, 플로리다주 게인스빌
- 워싱턴 D.C. 컨벤션 센터, 워싱턴 D.C.
- 카레 드 말버그 개인 컬렉션, 프랑스 파리[9]

## 참고 문헌
1. ↑  Sheets, Hilarie M. Illuminated Void. Comp. C. Grimaldis Gallery. Baltimore: C. Grimaldis Gallery, 2011. Print.
2. ↑  "Chul Hyun Ahn." C.grimaldisgallery.com. C. Grimaldis Gallery. Web. 12 Jan. 2012. <http://www.cgrimaldisgallery.com/2010/05/25/chul-hyun-ahn/>.
3. ↑  C. Grimaldis Gallery. art net. Artnet Worldwide Corporation. Website. 8 December 2011.
4. ↑  C. Grimaldis Gallery, "Infinity - Emptiness." Price List. January 9 - February 8, 2003. Print.
5. ↑  Mcnatt, Glenn. "Illuminating Colorful Reflections." The Baltimore Sun [Baltimore] 17 January 2007, 4C
6. ↑  Ober, Cara. "Chul Hyun Ahn." Rev. of Phenomena: Visual Echo solo exhibition. ARTnews December 2008: 131. Magazine.
7. ↑  Ober, Cara. Cara Ober. Portfolio website. 8 December 2011. 보관됨 26 4월 2012 - 웨이백 머신
8. ↑  Delaware Art Museum. Delaware Art Museum. 8 December 2011. 보관됨 11월 27, 2011 - 웨이백 머신
9. 1 2  C. Grimaldis Gallery. "Chul Hyun Ahn Resume." Cgrimaldisgallery.com. C. Grimaldis Gallery, 2011. Web. 1 Feb. 2012. <http://www.cgrimaldisgallery.com/wp-content/uploads/2011/04/AHN_RESUME_2011.pdf 보관됨 2013-12-20 - 웨이백 머신>.

## 추가 읽을거리
- Adams, Virginia k., & Sheets, Hilarie M., "Chul Hyun Ahn: Illuminated Void" (Baltimore, C. Grimaldis Gallery, 2011).